# Wasserkraftwerk Yuncán
Das Wasserkraftwerk Yuncán (span. Central Hidroeléctrica Yuncán; alternative Bezeichnung: Paucartambo II) befindet sich am Río Paucartambo in Zentral-Peru. Das Kraftwerk liegt in der Provinz Pasco in der Verwaltungsregion Pasco. Betreiber der Anlage ist EnerSur.
Das unterirdisch gelegene Kavernenkraftwerk wurde zwischen 1996 und 2005 errichtet. Es befindet sich in der peruanischen Zentralkordillere nahe der Siedlung Tingi, 18 km östlich der Kleinstadt Paucartambo.
Das Wasserkraftprojekt umfasst das Uchuhuerta-Wehr (⊙) am Río Huachón, einem linken Nebenfluss des Río Paucartambo, sowie die Hullamayo-Talsperre (⊙) am Río Paucartambo. Das Wasser wird über Wasserleitungen und Druckleitungen sowie einem 784 m langen Druckstollen dem Wasserkraftwerk Yuncán zugeführt. Anschließend gelangt es über einen 976 m langen Ableitungstunnel zurück in den Fluss. 
Die Talsperre Hullamayo ist ein 59 m hoher und 75 m breiter Staudamm am Río Paucartambo. Der 11 ha große Stausee besitzt ein Speichervolumen von 1,8 Mio. m³.
Das Wasserkraftwerk besitzt 3 vertikal ausgerichtete Pelton-Turbinen mit einer Leistung von jeweils 43,3 MW. Die Jahresenergieproduktion liegt im Mittel bei 800 GWh. Die Netto-Fallhöhe beträgt 513 m. Die Ausbauwassermenge liegt bei 30 m³/s. Das Umspannwerk (⊙) befindet sich am linken Flussufer des Río Paucartambo.